# 암페어 저울

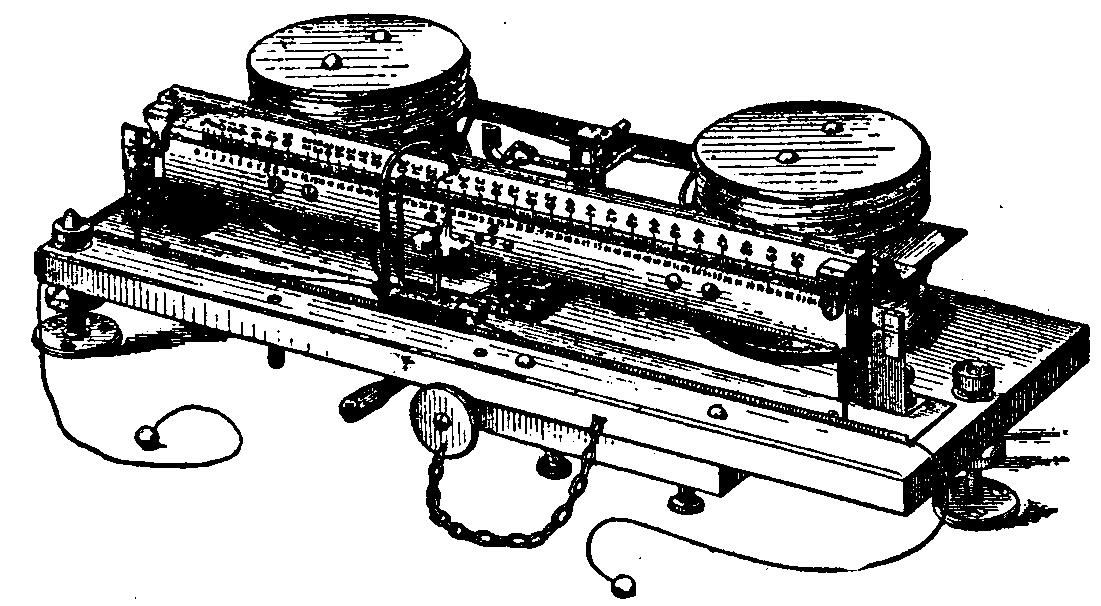
암페어 밸런스

암페어 저울 (또한 전류 저울 또는 켈빈 저울 )은 전류의 SI 단위인 암페어를 정확하게 측정하는 데 사용되는 전기 기계 장치이다. 제1대 켈빈 남작 윌리엄 톰슨이 발명했다.
측정할 전류는 두 개의 와이어 코일을 통해 직렬로 전달되며, 그 중 하나는 민감한 저울의 한 팔에 부착됩니다. 두 코일 사이의 자기력은 균형을 유지하기 위하여 필요한, 저울의 다른 쪽 팔에 필요한 무게의 양으로 측정된다. 이것은 전류의 크기를 계산하는 데 사용된다.
암페어 밸런스의 주요 약점은 전류 계산에 코일의 치수가 포함된다는 것이다. 따라서 전류 측정의 정확도는 코일을 측정할 수 있는 정확도와 기계적 강성에 의해 제한된다.
보정 단계를 통해 이러한 부정확성 원인을 제거하는 키블 저울이라고 하는 더 복잡한 암페어 저울 버전이 1975년 브라이언 키블에 의해 발명되었다. 이 실험 장치는 세계의 질량 표준인 킬로그램의 보다 정확한 정의를 제공하는 것을 목표로 전 세계의 정부 계측 연구소에서 개발되었다. 이 응용에서 키블 저울은 암페어 저울과는 반대로 작동한다. 키블 저울은 킬로그램 국제 원기의 무게를 측정하는 데 사용되며 전류 및 전압으로 킬로그램을 정의한다. 전압과 전류 자체는 이미 플랑크 상수와 빛의 속도와 같은 기본적인 물리 상수로 정의되어 있기 때문에 이러한 기본 상수로 킬로그램을 새롭게 정의하게 되었다. 이는 수년에 걸쳐 손상 및 열화에 취약한 물리적 킬로그램 원기를 기반으로 하는 이전의 정의보다 더 안정적인 정의이다.

## 용법

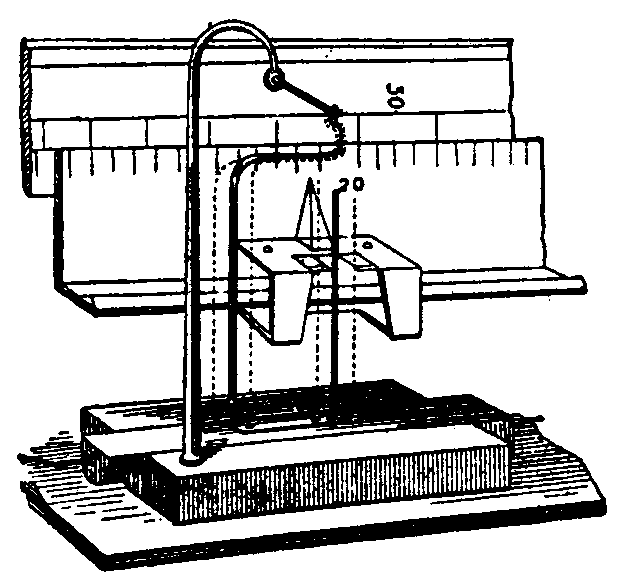
켈빈의 암페어 저울의 슬라이더

저울 위에 있는 분동의 위치를 판독하여 대략적인 판독값을 얻거나 다음과 같이 더 정확한 판독값을 얻을 수 있다. 즉, 분동이 미끄러지는 선반의 상부 측면은 같은 간격으로 구분되고, 분동은 셀프 위에서의 위치를 정확하게 결정할 수 있도록 날카로운 금속 혀가 제공된다. 주어진 무게로 평형을 이룰 때 저울을 통과하는 전류는 이 무게로 인해 쌍의 제곱근에 비례하므로 평형을 이룰 때 전류의 세기는 사용된 무게와 이 무게의 0 위치에서의 변위의 제곱근의 곱에 비례한다는 결론이 나온다.  각 기구에는 한 쌍의 분동과 제곱근 표가 수반되므로 슬라이딩 추의 위치에 해당하는 숫자의 제곱근과 각 분동에 대해 확인된 상수의 곱은 한 번에 전류의 암페어 값을 제공한다. 이러한 각 저울은 특정 판독 범위를 다루도록 만들어졌다. 따라서 센티암페어 저울은 1~100센티암페어, 데시암페어 저울은 1~100데시암페어, 암페어 저울은 1~100암페어 등이다.

## 참조
- 본 문서에는 현재 퍼블릭 도메인에 속한 브리태니커 백과사전 제11판의 내용을 기초로 작성된 내용이 포함되어 있습니다.